# D.J. Johnson (giocatore di football americano)
D.J. Johnson (Sacramento, 21 ottobre 1998) è un giocatore di football americano statunitense che milita nel ruolo di linebacker per i Carolina Panthers della National Football League (NFL).

## Carriera

### Carolina Panthers
Al college Johnson giocò a football a Miami (2017) e Oregon (2018-2022). Fu scelto nel corso del terzo giro (80º assoluto) del Draft NFL 2023 dai Carolina Panthers. Debuttò come professionista subentrando nella gara del quarto turno contro i Minnesota Vikings mettendo a segno due tackle. La sua stagione da rookie si chiuse con 18 placcaggi e un passaggio deviato in 13 presenze, di cui 3 come titolare.